# Обор (река)
Обо́р — река в Хабаровском крае России, правый приток Ситы (бассейн Амура). Длина реки — 142 км, площадь водосборного бассейна — 1870 км².

## Описание
Берёт начало в таёжной гористой местности возле посёлка Обор района имени Лазо. В верхнем течении это типичная горная река с населяющими её породами рыб: гольян, хариус, ленок, таймень, сом, сазан.
Ниже посёлка Обор принимает в себя справа горную реку Дурмин, после впадения которой Обор становится равнинной рекой, протекая по низменной заболоченной местности, образуя большое количество стариц.
Во время наводнений сильно разливается, затапливая низменную долину на много километров.
Судоходство отсутствует, исключительно маломерное.
Через реку построены три железобетонных автомобильных моста — один в районе посёлка Обор и два в районе села Князе-Волконское. В районе посёлка Обор через реку построены два железнодорожных моста бывшей Оборской железной дороги.
Река является местом отдыха и любительского рыболовства, воды реки отбираются для животноводческих комплексов и воинских частей (технический водопровод).
На южной окраине села Князе-Волконское Хабаровского района более полноводный и протяжённый Обор впадает в Ситу, при этом мелководная и короткая Сита сохраняет своё прежнее название.

## Галерея

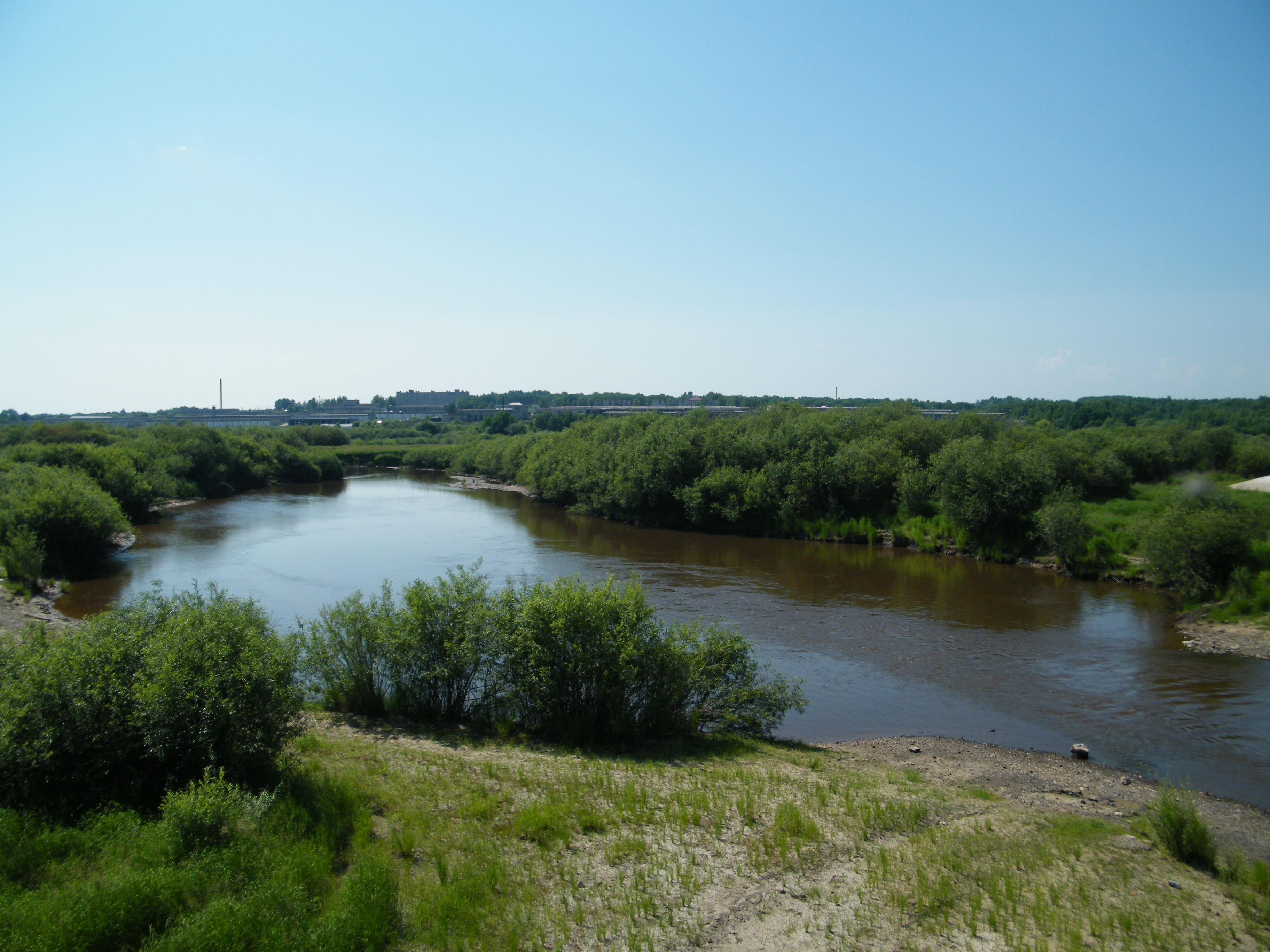
Вид с моста на автодороге «Восток». Вдали — воинские части у села Князе-Волконское.
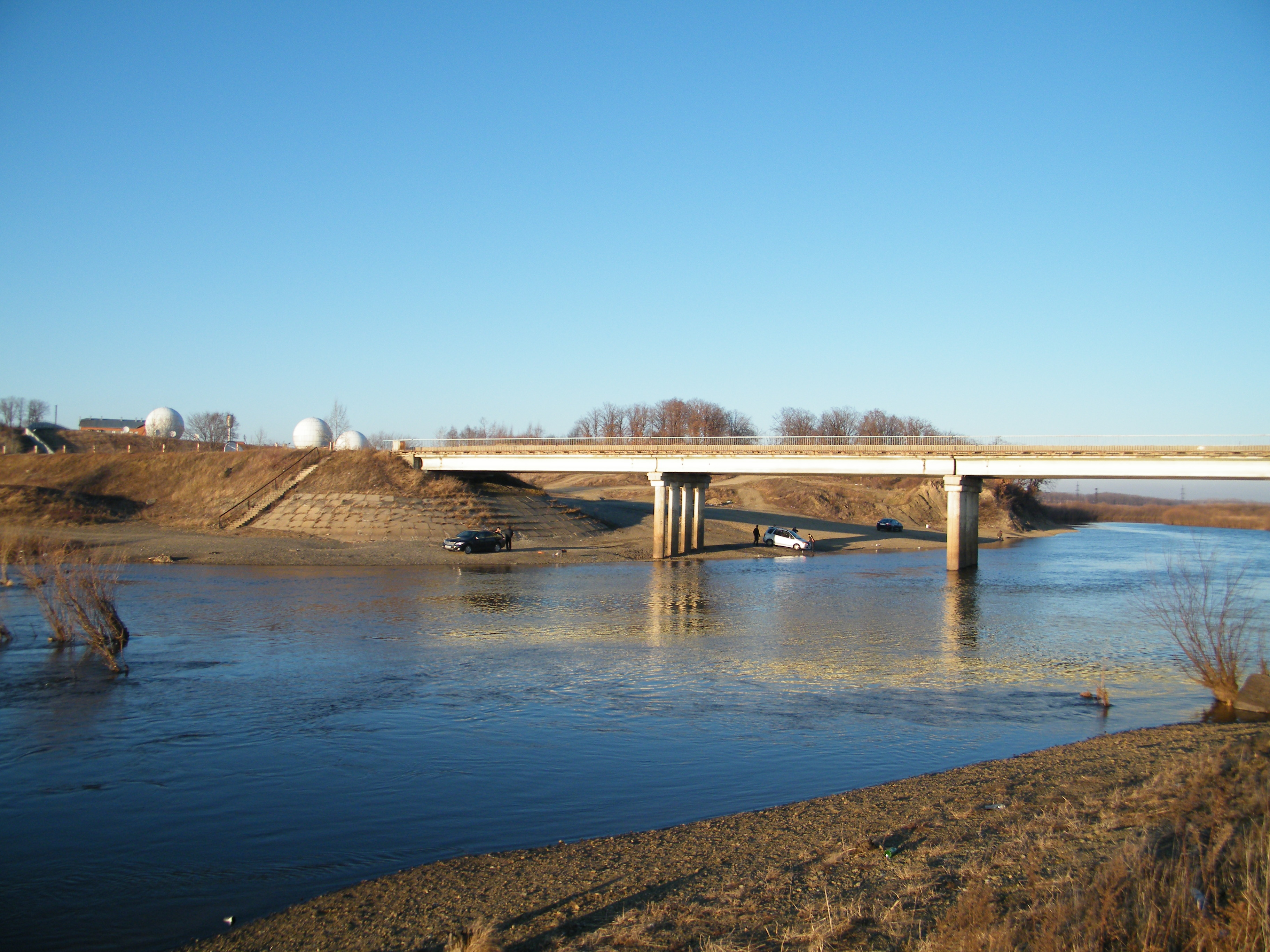
Мост к селу Благодатное, осень 2011 г.
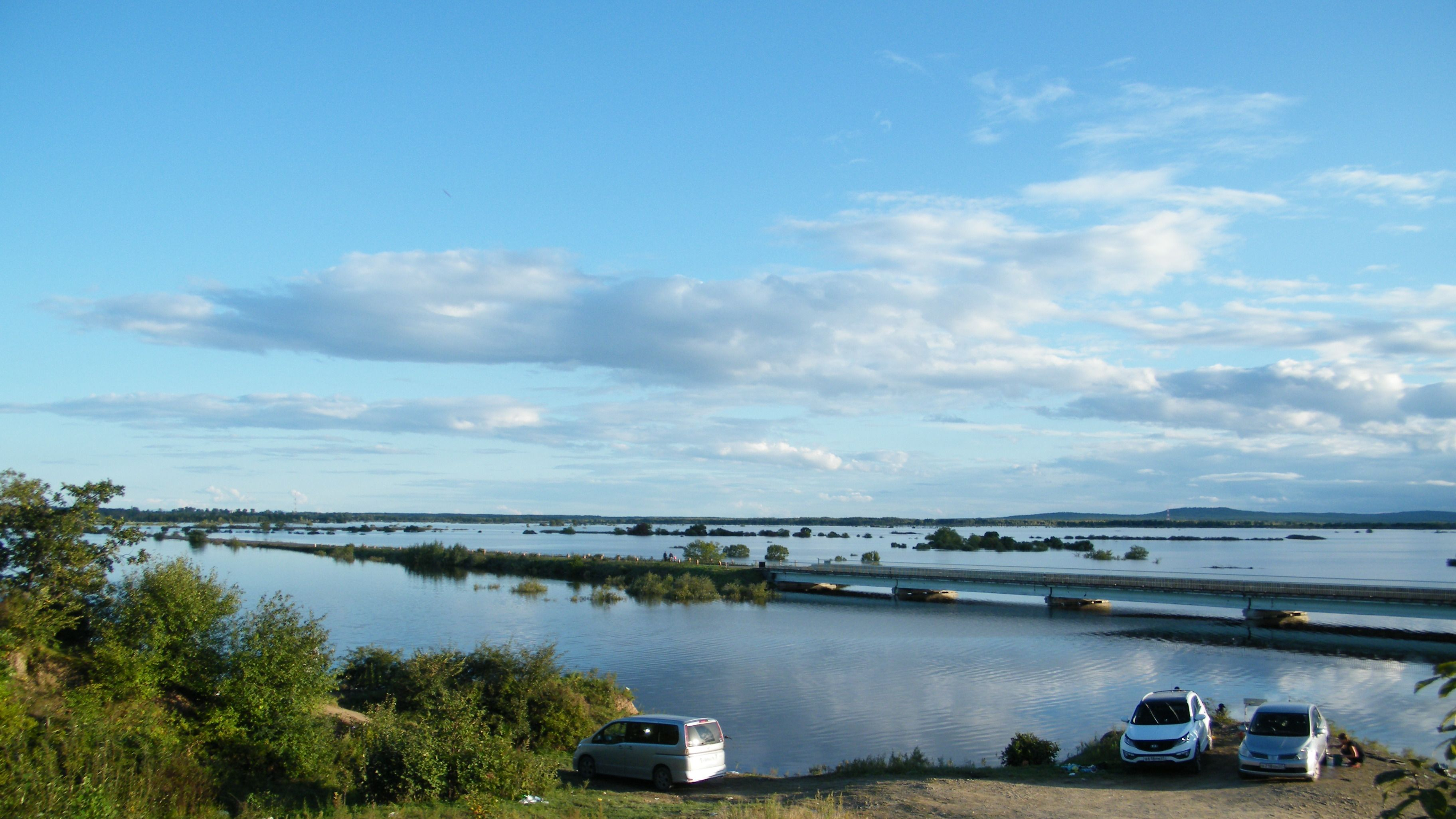
Этот же мост, наводнение 2013 года. Реки Сита и Обор разлились на десятки километров.

## Населённые пункты в бассейне реки
- Обор, район имени Лазо (л. б.);
- 52 километр, район имени Лазо (на правом притоке);
- 43 километр, район имени Лазо (на левом притоке);
- Дурмин, район имени Лазо (на реке Дурмин);
- Змейка, район имени Лазо (на левом притоке);
- Шаповаловка, район имени Лазо (на левом притоке, ниже Змейки);
- Князе-Волконское, Хабаровский район (п. б.).